# Abdulmajidia chaniana
Abdulmajidia chaniana là một loài thực vật linhin thuộc họ Lecythidaceae. Loài này chỉ có ở Pahang và Johor ở Malaysia. Chúng hiện đang bị đe dọa vì mất môi trường sống.